# Корпоративна търговска банка
„Корпоративна търговска банка“ АД е банка в София, България, създадена през 1994 г., разраснала се бързо в периода 2007 – 2014 и фалирала на 6 ноември 2014 г. Обявена е в несъстоятелност със съдебно решение на 22 април 2015 г.

## История
Банката е създадена от Българска Външнотърговска Банка (БВТБ) като „Булгарсовинвест“ и през 1994 г. е преобразувана в Корпоративна търговска банка (КТБ). През същата година БВТБ се преобразува в Булбанк. Към 1997 КТБ е една от малките български банки с пазарен дял около 3 % В този период изпълнителен директор е Венцислав Антонов.
През 2000 г. Булбанк продава своя дял в КТБ на десет чуждестранни фирми (99,9%) и българската Еврофинанс (0,1%).
От средата на 2000 г. председател на Управителния съвет и изпълнителен директор на банката е Цветан Василев. През 2002 г. собственици вече са български компании, сред които Бромак на Цветан Василев. От 2003 г. той е мажоритарен собственик на банката.
От 2007 г. КТБ е публично дружество с двустепенна система на управление, чиито акции се търгуват на Българска фондова борса (БФБ) – София. През 2009 г. 30% от капитала на банката е придобит от Държавния главен резервен фонд на Султаната на Оман, чрез дъщерното дружество Bulgarian Acquisition Company II, Luxembourg. През 2010 г. Fata Assicurazioni Danni S.p.A и Fata Vita S.p.A (дъщерни подразделения на италианския застрахователен холдинг „Дженерали груп") придобиват миноритарен дял, а през 2013 г. 9,9% от банката се придобиват от „ВТБ Капитал“.
В периода 2007 – 2014 банката се развива стремително и от 1,77 млрд. лева през 2007 към март 2014 г. активите и нарастват на 7,3 млрд. лева и тя става четвъртата най-голяма банка в България по размер на активите. Трета е по печалби и първа по темп на растеж на депозитите.
През 2014 г. КТБ АД придобива Креди Агрикол България ЕАД.

## Роля в политическия живот
С нарастването на значението на банката Цветан Василев е широко коментиран като един от стоящите зад кадър „кукловоди“ в българската политика.
Според в-к „Капитал“ банката се ползва с политически протекции и това и позволява да засмуква публичен ресурс и да го канализира за придобиване на частни активи. Банката има участие в собствеността на компании като „Булгартабак“, БТК, „Техномаркет“, „Петрол“, „Дунарит“ и др. Наблюдава се срастване на медийна, политическа, регулаторна и съдебна власт в един конгломерат, контролиран от Цветан Василев и неговия партньор Делян Пеевски.
Някои медии определят Цветан Василев и КТБ като „неформален коалиционен партньор на всяка власт в България“. Твърди се, че в банката са концентрирани голяма част от държавните пари, като за сметка на това тя осигурява медиен комфорт на управляващите и по този начин влияе на българския политически живот. 
В интервю за австрийския Der Standard Василев отхвърля обвиненията и определя себе си като „някой, който е заможен и ръководи редица бизнеси.“
По време на протестите през 2013 г. се засилват настроенията срещу плутократичния режим, а според журналиста Светослав Терзиев от Харта 2013 „Василев е лице на този режим“.

## Фалит
През пролетта на 2014 настъпва разрив във взаимоотношенията Василев-Пеевски, като медиите свързват раздора със спор за Булгартабак. Следва разследване на прокуратурата с демонстративен обиск на офиси на КТБ и друго разследване за предполагаем опит за убийство на Пеевски. През юни 2014 г. в пресата започва публикуване на негативни новини, свързани с КТБ.
На 20 юни 2014 вложителите в КТБ започват масово да изтеглят парите си и настъпва паника. Ръководството на КТБ уведомява БНБ за изчерпване на ликвидността и преустановява разплащанията, както и на всички видове банкови операции Централната банка поставя КТБ под специален надзор и назначава квестори, като обещава КТБ да отвори на 21 юли 2014 г. Това така и не става и през август 2014 г. БНБ иска от двамата най-големи акционера в банката – „Бромак“ АД и Фондът на Генералния държавен резерв на Султаната на Оман (ФГДРСО) да представят предложения за капиталова и ликвидна подкрепа до 31 август. На 27 октомври БНБ внася в Народното събрание доклад „Събитията и предприетите действия, свързани с „Корпоративна търговска банка“ АД и Търговска банка „Виктория“ ЕАД“.
На 6 ноември БНБ отнема лиценза на КТБ за извършване на банкова дейност, с мотива, че банката е нарушила закона, като непряко е финансирала плащанията по кредити към самата нея. Установява се, че от общ кредитен протфейл от 5,4 млрд. лв. кредитите към фирми, свързани с Цветан Василев, са за над 3,5 млрд. лева. Това надвишава с пъти законовите ограничения и дава повод банката да бъде определяна като финансова пирамида
На 4 декември 2014 г. Фондът за гарантиране на влоговете започва изплащане на гарантираните влогове на вложителите в КТБ.
Разследването на причините за фалита на банката към август 2016 не е приключило, но група неправителствени организации основават уебсайт „КТБ – Какво се случи?“ с обществено достъпна информация
На 22.04.2015 г. КТБ е обявена в несъстоятелност с начална дата на неплатежоспособността ѝ 6 ноември 2014 г.

## Разследване
Обвинението по делото, внесено в съда се състои от над 10000 страници и е съпроводено с цветущи коментари от страна на ръководителя на специализираната прокуратура Иван Гешев. Въпреки дългогодишното партньорство на Цветан Василев с Делян Пеевски и директни препратки към името на втория в много документи на КТБ, прокуратурата не разследва негова връзка с фалита. На въпроса дали името на Пеевски фигурира в абсурдно дългия текст, Гешев отговаря, че имената на Путин и Обама също ги няма в текста.

## По-късни разкрития
След постъпили множество запитвания до Президентството за достъп до информация по Закона за достъп до обществена информация и заведени съдебни дела през юни 2017 е разсекретена стенограма от консултативна среща при президента Росен Плевнелиев с парламентарно представените политически сили и с партиите, които имат представители в Европейския парламент, на 29 юни 2014 г. В нея, според определението на съда, се прави „анализ на ситуацията от управителя на БНБ“, като са „обсъдени опитите за дестабилизиране на банковата система и необходимите мерки за гарантиране на банковата стабилност на страната.“.

## Сграда
Централното управление на банката се намира в сградата на ул. „Граф Игнатиев“ № 10. От края на 19 век до началото на 20 век в нея е Централното управление на Българска търговска банка – най-голямата банка с предимно местен частен капитал по онова време.
Към средата на 60-те години в сградата се помещава външнотърговското дружество „Булет“, преименувано по-късно на „Интеркомерс“.
Архитектите, проектирали сградата през 1921 г., са Георги Фингов, Димо Ничев и Никола Юруков от архитектурно бюро „Фингов, Ничев и Апостолов". Сградата е построена в типичния бароков стил, характерен за строителството в началото на XX век и през 1978 г. сградата е обявена за паметник на културата. КТБ запазва екстериора и интериора максимално близки до автентичния облик.
В управлението на Българска търговска участва Атанас Буров. В сградата на КТБ АД се съхранява оригиналното бюро на Буров, зад което той е работил в Българска търговска банка.